# Торське (Дружківська міська громада)
То́рське — село Дружківської міської громади Краматорського району Донецької області, України. Населення за переписом 2001 року становило 473 чоловік.

## Загальні відомості
Відстань до райцентру становить близько 31 км і проходить автошляхом Н20. Село розташоване на правому березі річки Казенний Торець у безпосередній близькості від міста Дружківка.

## Населення
За даними перепису 2001 року населення села становило 473 осіб, із них 81,82 % зазначили рідною мову українську та 17,97 % — російську.